# L'amico gesuita
L'amico gesuita è una raccolta di racconti di Mario Soldati, pubblicata nel 1943 dalla Rizzoli.
Si tratta di episodi relativi alla religiosità del popolo visti nella loro realtà di devozione anche se non in senso religioso stretto. Titoli dei racconti dell'edizione 2008: Concerto - Il fioretto - Il fiammifero - Medici - Pronto soccorso - Farmacia di notte - Nevrastenia - l'uomo nero - I due maestri - L'amico gesuita - Il campione.

## Edizioni
- L'amico gesuita, Rizzoli, Milano, 1943
- L'amico gesuita, Oscar Mondadori, Milano, 1979
- L'amico gesuita, Sellerio, Palermo, 2008[1]